# Syrian (zespół muzyczny)

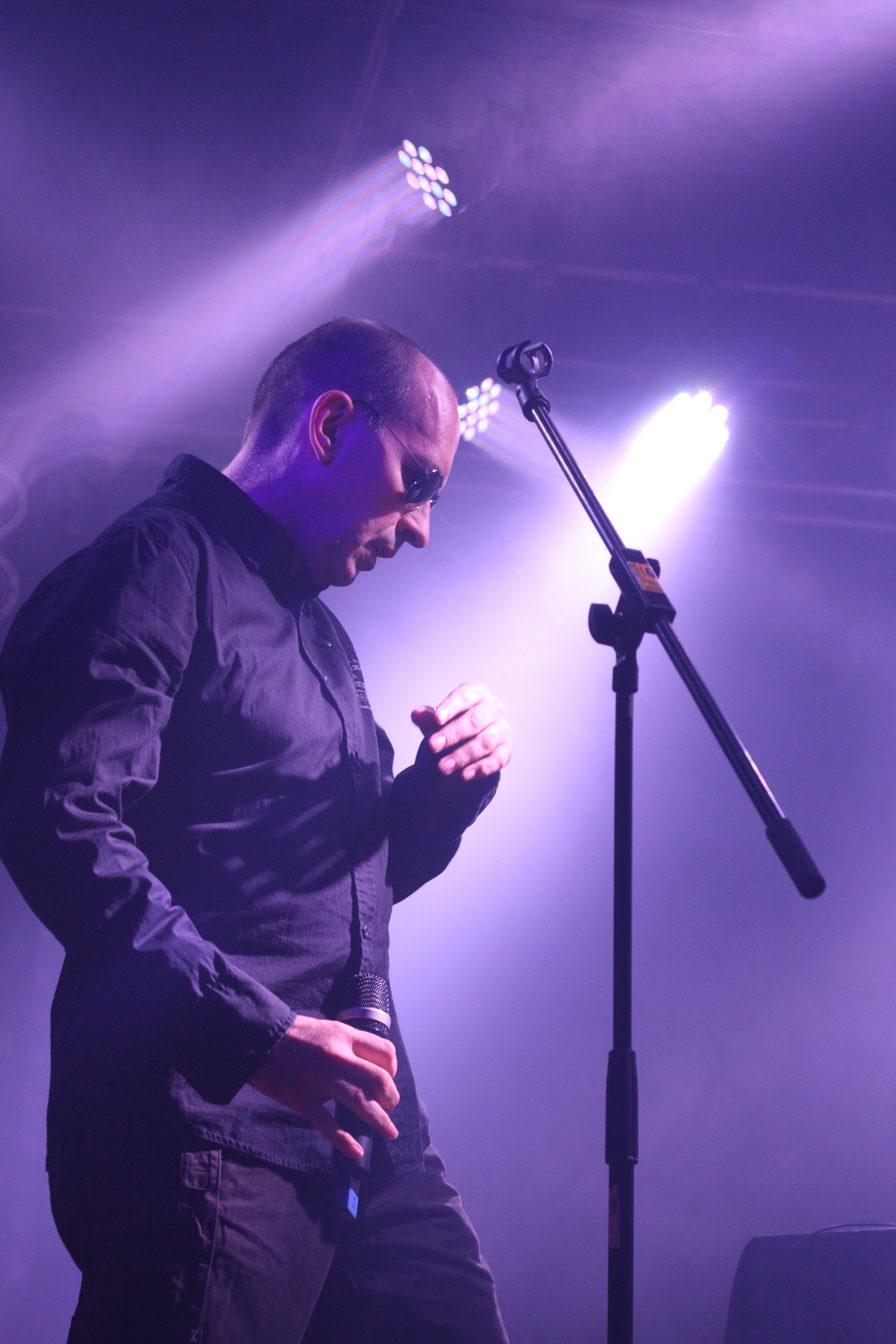
Syrian, 2015.

Syrian – włoski duet reprezentujący nurt muzyki rock z elementami muzyki gotyckiej i elektronicznej. Założony przez wokalistę Andrea Peluso i Lorenzo Bettelli.

## Albumy
- 2003: De-Synchronized
- 2004: Space Overdrive
- 2005: Enforcer EP
- 2005: Kosmonauta
- 2007: Alien Nation